# Вебер, Катрин
Катрин Вебер (нем. Katrin Weber; род. 27 сентября 1976) — немецкая шорт-трекистка, призёр чемпионата Европы по шорт-треку 1998 года. Участница зимних Олимпийских игр 1998 года.

## Спортивная карьера
Катрин Вебер родилась в городе Росток, ГДР. Тренировалась на базе клуба «ESV Turbine Rostock», Росток. Катрин принадлежат четыре национальных рекорда Германии. Последний из них она установила 9 сентября 1997 года в Гааге, где с результатом 4:27,32 немецкие шорт-трекистки закончили забег в эстафете на 3000 м.
Первым соревнованием на международной арене для Вебер стал чемпионат Европы по шорт-треку 1998 года в венгерском городе — Будапешт. В финальном забеге эстафеты на 3000 м немецкие шорт-трекисток с результатом 4:26.903 пришли третьими, уступив более высокие позиции соперницам из Нидерландов (4:26.246 — 2-е место) и Италии (4:25.090 — 1-е место).
На зимних Олимпийских играх 1998 года, что проходили в японском городе Нагано, Вебер была заявлена для выступления в эстафете. В женской эстафете на 3000 метров с результатом 4:37.110 немецкие шорт-трекистки финишировали четвёртыми в финале B (помимо Вебер, в команде состояли Анна Экнер, Сюсанне Буш и Ивонн Кунце). В общем итоге они заняли 8-ю позицию.